# CDGエクスプレス
CDG エクスプレスは、シャルル・ド・ゴール国際空港とパリを直結する空港連絡鉄道の計画である。運営はフランス国鉄とパリ空港公団の共同出資による子会社の予定である。
工事によってCDGエクスプレスと線路を共有することになるRER（郊外連絡急行）B線が工事の影響で運行が大幅に乱れることが問題視され開業は2027年初頭に延期となった。

## 概要
シャルル・ド・ゴール国際空港（第2ターミナル）とパリ東駅を、途中無停車により20分以内で結ぶ。シャルル・ド・ゴール空港第2TGV駅に新設する専用ホームに発着し、15分毎の運転を想定している。

## 路線
路線の全長は32kmである。その大半では、現行のRER B線に沿った路盤を活用するが、パリ都心部などでは一部、新設を要する区間もある。

## 現行路線との比較
現在、空港連絡鉄道として用いられているRER B線は、パリ北駅まで無停車の便でも31分を要する。朝夕ラッシュ時には無停車便はなく、各駅停車するため35分以上かかり、また沿線利用者による混雑に巻き込まれることもある。CDG エクスプレスは、完全に空港アクセス専用の列車とすることで、このような状況の改善を目指している。
ただし、RER B線はパリ北駅からさらに都心部やオルリー空港方面へ直通運転を行っているが、CDG エクスプレスはパリ東駅止まりで、その先は乗換えを要する。運賃は24ユーロを予定している。